# Buse Savaşkan
Buse Savaşkan (Nicosia Nord, 24 febbraio 1999) è un'altista turca di origine cipriota.

## Biografia
Dopo diverse partecipazioni ai campionati balcanici all'aperto e al coperto di categoria under 18, under 20 e under 23, nel 2020 si classifica sesta nel salto in alto ai campionati balcanici outdoor e indoor.
Nel 2021 è medaglia di bronzo ai campionati balcanici indoor di Istanbul e si classifica quattordicesima ai campionati balcanici all'aperto di Smederevo. Lo stesso anno prende parte anche ai campionati europei under 23 di Tallinn, dove però non riesce a superare il turno di qualificazione per la finale.
Nel 2022 torna a gareggiare ai campionati balcanici, ottenendo l'ottava posizione in classifica a quelli indoor e la quinta a quelli all'aperto. Si classifica quinta ai Giochi del Mediterraneo di Orano e ai Giochi della solidarietà islamica di Konya riesce a raggiungere il quarto posto nel salto in alto.
Ai campionati balcanici di Kraljevo 2023 è medaglia di bronzo, mentre alla stessa competizione indoor di Istanbul 2024 si classifica quarta. Sempre nel 2024 conquista la medaglia d'oro ai campionati balcanici outdoor di Smirne e si classifica decima ai campionati europei di Roma.
In carriera ha collezionato sei titoli di campionessa nazionale assoluta del salto in alto: quattro all'aperto e due in pista coperta.

## Progressione

### Salto in alto
| Stagione | Misura    | Luogo      | Data       | Rank. Mond. |
| -------- | --------- | ---------- | ---------- | ----------- |
| 2024     | 1,92 m    | Smirne     | 26-5-2024  |             |
| 2023     | 1,89 m    | Kraljevo   | 23-7-2023  |             |
| 2022     | 1,88 m    | Bursa      | 29-5-2022  |             |
| 2021     | 1,86 m(i) | Istanbul   | 24-1-2021  |             |
| 2020     | 1,80 m(i) | Istanbul   | 25-12-2020 |             |
| 2019     | 1,83 m    | Bursa      | 25-6-2019  |             |
| 2018     | 1,79 m    | Bursa      | 8-7-2018   |             |
| 2017     | 1,75 m(i) | Istanbul   | 5-2-2017   |             |
| 2016     | 1,75 m    | Tbilisi    | 15-7-2016  |             |
| 2015     | 1,66 m    | Trebisonda | 14-6-2015  |             |
| 2014     | 1,67 m    | Eskişehir  | 11-5-2014  |             |

## Palmarès
| Anno | Manifestazione                    | Sede              | Evento        | Risultato      | Prestazione | Note |
| ---- | --------------------------------- | ----------------- | ------------- | -------------- | ----------- | ---- |
| 2015 | Campionati balcanici allievi      | Sremska Mitrovica | Salto in alto | 12ª            | 1,64 m      |      |
| 2016 | Europei allievi                   | Tbilisi           | Salto in alto | Qualificazione | 1,75 m      |      |
| 2017 | Campionati balcanici U20 indoor   | Istanbul          | Salto in alto | Bronzo         | 1,72 m      |      |
| 2018 | Campionati balcanici U20 indoor   | Sofia             | Salto in alto | 7ª             | 1,65 m      |      |
| 2018 | Campionati balcanici U20          | Istanbul          | Salto in alto | 6ª             | 1,75 m      |      |
| 2019 | Europei U23                       | Gävle             | Salto in alto | 22ª (q)        | 1,68 m      |      |
| 2020 | Campionati balcanici indoor       | Istanbul          | Salto in alto | 6ª             | 1,75 m      |      |
| 2020 | Campionati balcanici              | Cluj-Napoca       | Salto in alto | 6ª             | 1,75 m      |      |
| 2021 | Campionati balcanici indoor       | Istanbul          | Salto in alto | Bronzo         | 1,80 m      |      |
| 2021 | Campionati balcanici              | Smederevo         | Salto in alto | 14ª            | 1,74 m      |      |
| 2021 | Europei U23                       | Tallinn           | Salto in alto | Qualificazione | nm          |      |
| 2022 | Campionati balcanici indoor       | Istanbul          | Salto in alto | 8ª             | 1,80 m      |      |
| 2022 | Campionati balcanici              | Craiova           | Salto in alto | 5ª             | 1,80 m      |      |
| 2022 | Giochi del Mediterraneo           | Orano             | Salto in alto | 5ª             | 1,84 m      |      |
| 2022 | Giochi della solidarietà islamica | Konya             | Salto in alto | 4ª             | 1,82 m      |      |
| 2023 | Campionati balcanici              | Kraljevo          | Salto in alto | Bronzo         | 1,89 m      |      |
| 2024 | Campionati balcanici indoor       | Istanbul          | Salto in alto | 4ª             | 1,80 m      |      |
| 2024 | Campionati balcanici              | Smirne            | Salto in alto | Oro            | 1,92 m      |      |
| 2024 | Europei                           | Roma              | Salto in alto | 10ª            | 1,86 m      |      |
| 2024 | Giochi olimpici                   | Parigi            | Salto in alto | 10ª            | 1,86 m      |      |
| 2025 | Europei indoor                    | Apeldoorn         | Salto in alto | 11ª (q)        | 1,85 m      | =    |

## Campionati nazionali
- 4 volte campionessa turca assoluta del salto in alto (2020, 2022-2024)
- 2 volte campionessa turca assoluta del salto in alto indoor (2021, 2022)
- 1 volta campionessa turca under 23 del salto in alto (2019)
- 1 volta campionessa turca under 20 del salto in alto indoor (2016)

2015
- Argento ai campionati turchi under 18, salto in alto - 1,66 m

2016
- Argento ai campionati turchi under 18 indoor, salto in alto - 1,69 m
- Oro ai campionati turchi under 20 indoor, salto in alto - 1,71 m
- 4ª ai campionati turchi under 20, salto in alto - 1,65 m

2017
- Argento ai campionati turchi under 20 indoor, salto in alto - 1,75 m

2018
- Argento ai campionati turchi under 20 indoor, salto in alto - 1,72 m
- 4ª ai campionati turchi assoluti indoor, salto in alto - 1,70 m
- Argento ai campionati turchi under 20, salto in alto - 1,71 m
- Bronzo ai campionati turchi assoluti, salto in alto - 1,79 m

2019
- Bronzo ai campionati turchi assoluti indoor, salto in alto - 1,74 m
- Oro ai campionati turchi under 23, salto in alto - 1,83 m
- Argento ai campionati turchi assoluti, salto in alto - 1,79 m

2020
- Argento ai campionati turchi assoluti indoor, salto in alto - 1,76 m
- Oro ai campionati turchi assoluti, salto in alto - 1,79 m

2021
- Oro ai campionati turchi assoluti indoor, salto in alto - 1,82 m
- Bronzo ai campionati turchi assoluti, salto in alto - 1,76 m

2022
- Oro ai campionati turchi assoluti indoor, salto in alto - 1,82 m
- Oro ai campionati turchi assoluti, salto in alto - 1,86 m

2023
- Oro ai campionati turchi assoluti, salto in alto - 1,76 m

2024
- Oro ai campionati turchi assoluti, salto in alto - 1,81 m

## Altre competizioni internazionali
2023
- Oro in Prima Divisione ai campionati europei a squadre ( Chorzów), salto in alto - 1,87 m